# 데빈 로건
데빈 마리 로건(영어: Devin Marie Logan, 1993년 2월 17일~)은 미국의 프리스타일 스키 선수로 주 종목은 슬로프스타일과 하프파이프이다. 2014년 동계 올림픽 여자 슬로프스타일 종목에서 은메달을 획득했다.